# مخروش طاح بكروش (مسرحية)
مخروش طاح بكروش هي مسرحية كويتية فكاهية من تأليف مبارك الحشاش ومن إخراج حسين الصالح عرضت عام 1991.

## القصة
تحاكي المسرحية فترة الإحتلال العراقي لدولة الكويت والأحداث التي دارت أثناء ذلك الوقت بطابع كوميدي فكاهي.

## تمثيل
| الممثل       | الشخصية                                |
| ------------ | -------------------------------------- |
| كاظم القلاف  | بوعلاوي                                |
| أحمد جوهر    | بوجعبر/صدام حسين                       |
| طارق العلي   | لفته/ياسر عرفات/مواطن كويتي/مذيع عراقي |
| محمد حسن     | كرومي                                  |
| بلال الشامي  | عمر البشير                             |
| سمير القلاف  | علي عبد الله صالح                      |
| شعبان عباس   | جعبر / عدة أدوار أخرى                  |
| أحمد السلمان | مرزوق إبداح / الملك حسين               |
| باسل الدوسري | طرقة مسمار بلوح / ولد عبد الله السلمان |